# Llista de gèneres de corínnids

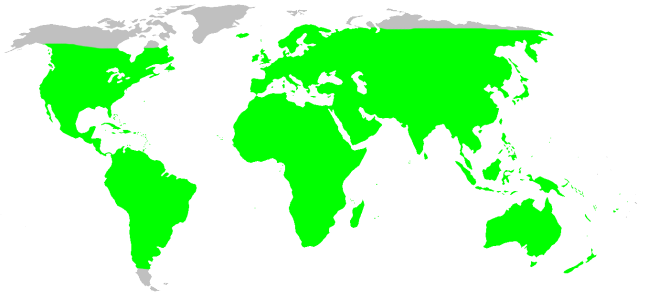
Distribució dels corínnids

Aquesta és la llista de gèneres de corínnids, una família d'aranyes araneomorfes. Conté la informació recollida fins al 27 de novembre de 2006 i hi ha citats 76 gèneres i 925 espècies; d'elles, 131 pertanyen al gènere Castianeira. La seva distribució és molt extensa, trobant-se pràcticament per tot el món.
La categorització en subfamílies segueix les propostes de Joel Hallan en el seu Biology Catalog.

## Subfamílies i gèneres

### Castianerinae
- Aetius O. P.-Cambridge, 1896
- Apochinomma Pavesi, 1881
- Cambalida Simon, 1910
- Castanilla Caporiacco, 1936
- Castianeira Keyserling, 1879
- Castoponera Deeleman-Reinhold, 2001
- Coenoptychus Simon, 1885
- Copa Simon, 1885
- Corinnomma Karsch, 1880
- Echinax Deeleman-Reinhold, 2001
- Graptartia Simon, 1896
- Humua Ono, 1987
- Mazax O. P.-Cambridge, 1898
- Medmassa Simon, 1887
- Merenius Simon, 1910
- Messapus Simon, 1898
- Myrmecium Latreille, 1824
- Myrmecotypus O. P.-Cambridge, 1894
- Poecilipta Simon, 1896
- Pranburia Deeleman-Reinhold, 1993
- Psellocoptus Simon, 1896
- Serendib Deeleman-Reinhold, 2001
- Sphecotypus O. P.-Cambridge, 1895
- Supunna Simon, 1897

### Corinninae
- Abapeba Bonaldo, 2000
- Attacobius Mello-Leitão, 1925
- Austrophaea Lawrence, 1952
- Corinna C. L. Koch, 1841
- Creugas Thorell, 1878
- Ecitocobius Bonaldo & Brescovit, 1998
- Erendira Bonaldo, 2000
- Falconina Brignoli, 1985
- Lessertina Lawrence, 1942
- Mandaneta Strand, 1932
- Megalostrata Karsch, 1880
- Methesis Simon, 1896
- Oedignatha Thorell, 1881
- Parachemmis Chickering, 1937
- Paradiestus Mello-Leitão, 1915
- Procopius Thorell, 1899
- Pseudocorinna Simon, 1910
- Septentrinna Bonaldo, 2000
- Simonestus Bonaldo, 2000
- Stethorrhagus Simon, 1896
- Tapixaua Bonaldo, 2000
- Tupirinna Bonaldo, 2000
- Xeropigo O. P.-Cambridge, 1882

### Phrurolithinae
- Ablator Petrunkevitch, 1942 † (fòssil, oligocè)

- Ablator lanatus (Petrunkevitch, 1958) †
- Ablator triguttatus (Koch & Berendt, 1854) †

- Drassinella Banks, 1904
- Hortipes Bosselaers & Ledoux, 1998
- Liophrurillus Wunderlich, 1992
- Orthobula Simon, 1897
- Phonotimpus Gertsch & Davis, 1940
- Phrurolinillus Wunderlich, 1995
- Phrurolithus C. L. Koch, 1839 (69 espècies recents)

- Phrurolithus extinctus Petrunkevitch, 1958 †
- Phrurolithus fossilis Petrunkevitch, 1958 †
- Phrurolithus ipseni Petrunkevitch, 1958 †

- Phruronellus Chamberlin, 1921
- Phrurotimpus Chamberlin & Ivie, 1935
- Piabuna Chamberlin & Ivie, 1933
- Scotinella Banks, 1911

### Trachelinae
- Austrachelas Lawrence, 1938
- Brachyphaea Simon, 1895
- Cetonana Strand, 1929
- Meriola Banks, 1895
- Paccius Simon, 1897
- Pronophaea Simon, 1897
- Pseudoceto Mello-Leitão, 1929
- Trachelas L. Koch, 1872
- Trachelopachys Simon, 1897
- Utivarachna Kishida, 1940

### Incertae sedis
- Arushina Caporiacco, 1947
- Cycais Thorell, 1877
- Ianduba Bonaldo, 1997
- Koppe Deeleman-Reinhold, 2001
- Olbus Simon, 1880
- Otacilia Thorell, 1897
- Scorteccia Caporiacco, 1936
- Thysanina Simon, 1910